# خوزه ارتلس
خوزه ارتلس (انگلیسی: José Artiles؛ زادهٔ ۱۰ ژوئن ۱۹۹۳) بازیکن فوتبال اهل اسپانیا است.
از باشگاه‌هایی که در آن بازی کرده‌است می‌توان به باشگاه فوتبال لاس پالماس و باشگاه فوتبال راسینگ سانتاندر اشاره کرد.